# Stazione di Nakagawara
La stazione di Nakagawara (中河原駅?, Nakagawara-eki) è una stazione ferroviaria situata a Fuchū, città conurbata con Tokyo, e serve la linea Keiō della Keiō Corporation.

## Linee
Keiō Corporation
● Linea Keiō

## Struttura
La stazione dispone di due marciapiedi laterali con due binari passanti in superficie.
| 1 | ● Linea Keiō | per Takahatafudō, Keiō-Hachiōji, Tama-Dōbutsukōen e Takaosanguchi                      |
| 2 | ● Linea Keiō | per Chōfu, Meidaimae, Sasazuka, Shinjuku e linea Shinjuku della metropolitana di Tokyo |

## Stazioni adiacenti
| «                                 | Servizio                         | »                   |
| Linea Keiō                        | Linea Keiō                       | Linea Keiō          |
| --------------------------------- | -------------------------------- | ------------------- |
| Bubaigawara                       | Locale Rapido Espresso sezionale | Seiseki-Sakuragaoka |
| Tutti gli altri treni non fermano |                                  |                     |